# Псы-рыцари
Псы-рыцари — эпитет, употребляемый в отношении рыцарей Тевтонского ордена. Представляет собой ошибочный перевод с нем. «Reitershunde». Более корректно по смыслу можно перевести как «рыцарский сброд», «конный сброд» или «конная свора». Данное выражение употребили, среди прочих, К. Маркс в рукописи «Хронологические выписки», описывая борьбу Александра Невского с тевтонскими и ливонскими рыцарями, и Генрик Сенкевич в романе «Крестоносцы». Это наименование широко распространено, стало фразеологизмом и даже попало в школьные учебники. Не найдено достоверных источников, подтверждающих наличие какой-либо «собачьей» атрибутики или ритуалов у данного рыцарского ордена.
Популярным в России данный образ стал после выхода фильма «Александр Невский». Гавриил Горелов в 1947 году написал картину «Ведут псов-рыцарей во Псков», хранящуюся в Иркутском художественном музее.